# 梅徹爾山
梅徹爾山（英語：Mount Metschel）是南極洲的山峰，位於奧次地，海拔高度1,845米，美國地質調查局根據測量和美國海軍拍攝的空中照片繪入地圖，現時由南極條約體系管理。